# Vilar Seco (Nelas)
Vilar Seco es una freguesia portuguesa del concelho de Nelas, con 9,37 km² de superficie y 881 habitantes (2001). Su densidad de población es de 94,0 hab/km².